# Serranía de Ronda
Serranía de Ronda är en bergskedja i Spanien.   Den ligger i provinsen Provincia de Málaga och regionen Andalusien, i den södra delen av landet, 400 km söder om huvudstaden Madrid.